# Ciseaux forts
Les ciseaux forts sont avec les ciseaux fins un des instruments indispensables pour réaliser une dissection. On les utilise pour tous les travaux de dégrossissent principalement en début de dissection.
Les ciseaux de Percy sont une paire de ciseaux forts courbes aux bouts ronds utilisés par exemple pour la section des ligaments.